# Кашина Бјанка (Павија)
Кашина Бјанка је насеље у Италији у округу Павија, региону Ломбардија.
Према процени из 2011. у насељу је живело 170 становника. Насеље се налази на надморској висини од 83 м.